# Lubik aksamitek
Lubik aksamitek, aksamitek przepaskowiec (Pilophorus perplexus) – gatunek pluskwiaka z rodziny tasznikowatych i podrodziny Phylinae.

## Morfologia
Owad ma ciało długości od 3,8 do 4,9 mm, ubarwione brązowo. Głowa, przedplecze oraz tarczka prawie czarne. Podobnie jak pozostali przedstawiciele rodzaju posiada, dzięki ułożeniu włosków, srebrzyste linie na półpokrywach.

## Tryb życia
Pluskwiak ten występuje licznie w koronach drzew, gdzie poluje na drobne owady. Obserwowany na klonach, olszach, dębach, jesionach, głogach, lipach i innych. Ma jedno pokolenie w roku. Imagines występują od czerwca do września. Zimują jaja.

## Występowanie
Owad ten występuje prawie w całej Europie, a także w Armenii, Azerbejdżanie, Gruzji, Algierii, Maroku, Tunezji i na Maderze. Gatunek zawleczony został także do Ameryki Północnej.